# Alsó Firth of Clyde-szigetek
Az Alsó Firth of Clyde-szigetek (vagy Clyde-szigetek, angolul: Islands of the lower Firth of Clyde, vagy Islands of the Clyde) a legkisebb Skócia három fő szigetcsoportja közt a Hebridák és az Északi-szigetek után.

## Fekvése
A szigetek a Clyde-i tengerágban (Firth of Clyde) helyezkednek el, Ayrshire és Argyll között.

## Tagjai
Többek közt a következő szigetek tartoznak a csoporthoz:
- Ailsa Craig
- Arran
- The Burnt Islands ("Égett szigetek")
  -     - Eilean Mór
    - Eilean Fraoich
    - Eilean Buidhe
- Bute
- Davaar
- Eilean Dearg
- Eilean Dubh
- Glunimore sziget
- Great Cumbrae
- Holy Isle
- Horse Isle
- Inchmarnock
- Lady Isle
- Little Cumbrae
- Pladda
- Sanda
- Sgat Mór and Sgat Beag
- Sheep Island
- The Eileans

## Lakosság
Arran, Bute, Great Cumbrae, Holy Isle és Inchmarnock lakottak és kompjárataik vannak. Little Cumbrae és Sanda szintén lakottak, de nincs kompösszeköttetésük. A többi sziget lakatlan.
A szigetek többsége valamikor Bute hagyományos megyét alkotta. Ma a szigetek körülbelül egyenlő arányban oszlanak el Argyll és Bute, illetve North Ayrshire egységes hatóságok között. Ailsa Craig és Lady Isle pedig South Ayrshire közigazgatásához tartoznak.